# Depotvondst

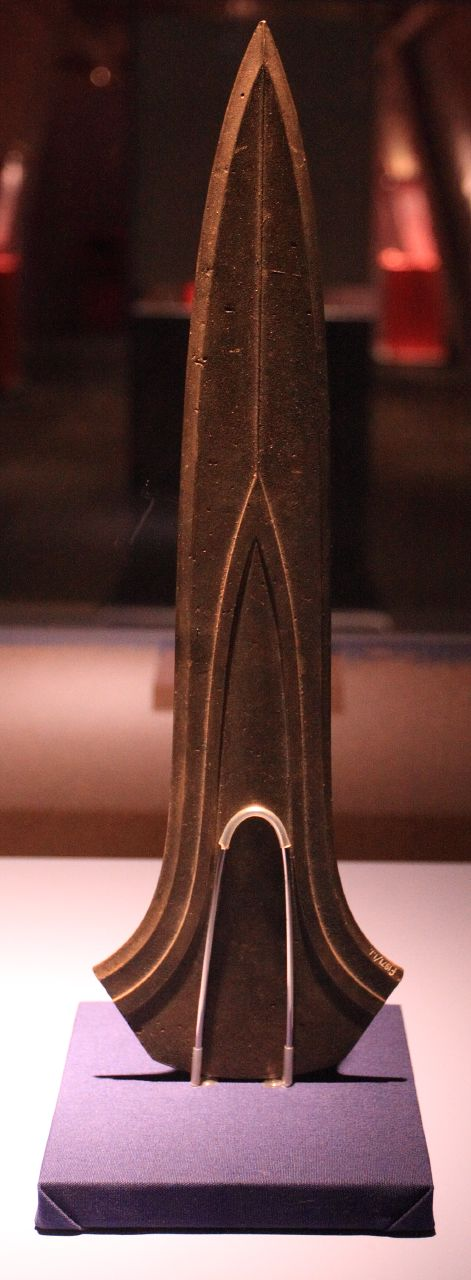
Het Zwaard van Jutphaas, een van zes nagenoeg identieke zwaarden die als depotvondst in Nederland, Frankrijk en Engeland in een natte omgeving gevonden zijn

Een depotvondst is een of meer gelijktijdig neergelegde, begraven of verzonken objecten die niet als grafgift of als nederzettingsresten in te delen zijn. Ook in middeleeuwse of latere huizen verborgen objecten worden hieronder gerekend, als hun plaatsing bewust en op een duidelijk te bepalen tijdstip plaatsgevonden heeft. Verloren objecten zijn daarentegen geen depots, omdat zij niet bewust geplaatst zijn.

## Vondstmateriaal
Van het neolithicum tot de moderne tijd zijn gevonden:
In de aardeVaatwerk (aardewerk), stenen werktuigen zoals bijlen en beitels, soms koperen voorwerpen. Vanwege de slechtere bewaring in aarde in vergelijk met bijvoorbeeld veen is het aannemelijk dat het oorspronkelijke aantal materialen in aarddepots wezenlijk groter was.
In venen en moerassenBarnsteen (ruw en bewerkt), vaatwerk (aardewerk en hout), houten voorwerpen zoals bijlheften, boomstamkano's, troggen, palen, ploegen, pijlen en wielen, soms voorwerpen uit been of gewei (meest beitels), stenen werktuigen (bijlen, beitels en kleinere gereedschappen), dierlijke en menselijke skeletten en skeletdelen, soms koperen voorwerpen.
In waterlichamenVondsten in bronnen, rivieren en meren zijn relatief zeldzaam, waarbij ook de verlanding en vervening van waterlichamen een rol gespeeld kan hebben: veel veenvondsten waren oorspronkelijk waterdepots. Zo zijn van de Britse Eilanden meerdere depots in rivieren bekend, in het bijzonder van bijlen.
Brons- en ijzertijdDepots van goud- zilver- en bronsdelen, waaronder sieraden en munten zijn goed bewaard gebleven, depots van ijzeren voorwerpen zijn zeldzamer.
Late middeleeuwen tot in de moderne tijdVanaf de 13e eeuw worden regelmatig depots gevonden die in de ruimte tussen het plafond en de bovenliggende vloer geplaatst zijn, maar ook in dichtgemetselde muurnissen en gewelven. Deze bevatten alledaagse voorwerpen en vaak ook materialen zoals textiel, leer, bont, hout of papier die in andere omstandigheden slechts zelden bewaard bleven, maar door de gelijkmatige temperatuur en geringe vochtigheid goed geconserveerd werden.

## Redenen voor plaatsing

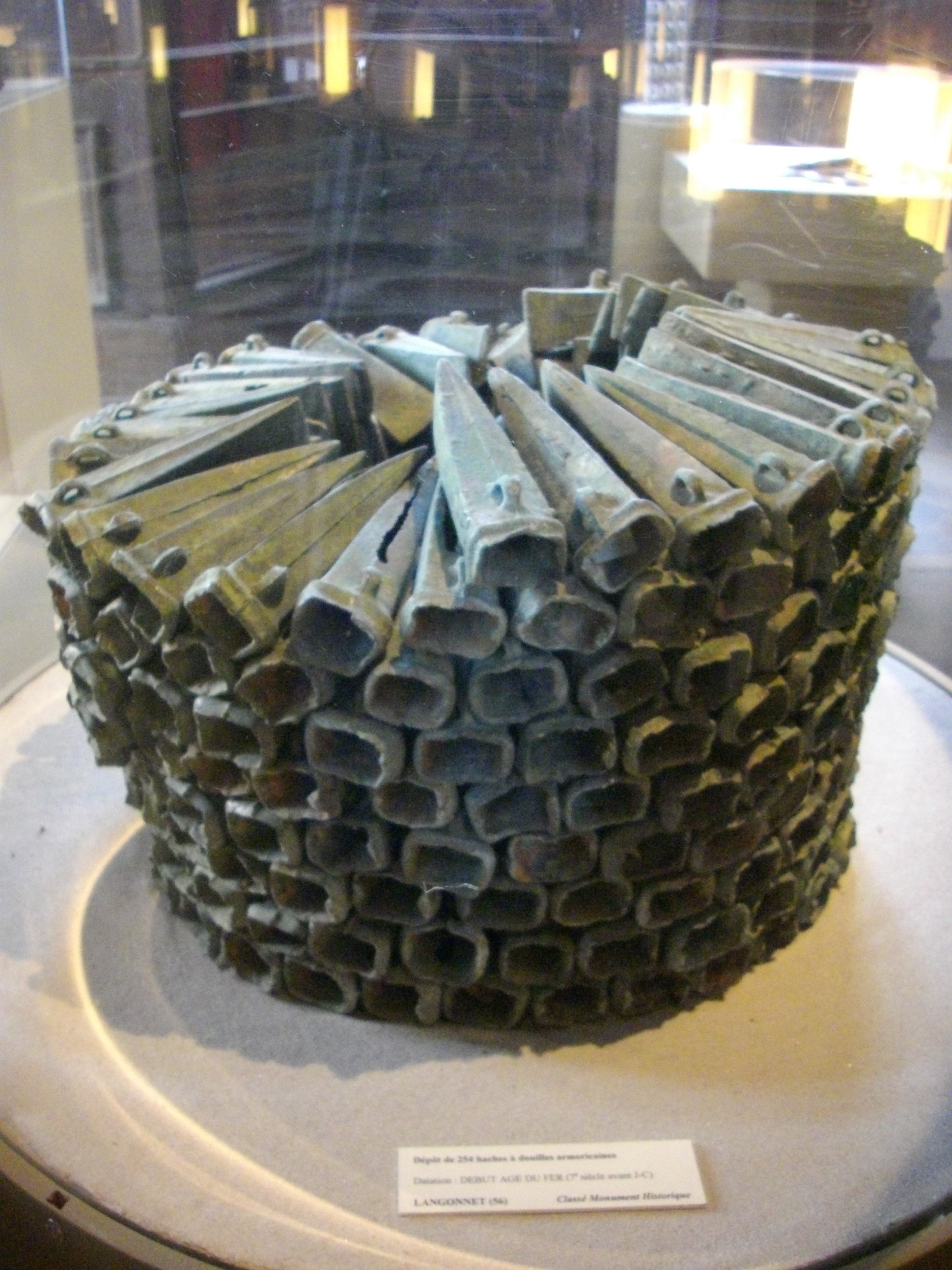
Depot van bronzen kokerbijlen uit de late Bronstijd, waarschijnlijk gebruikt als ruilmiddel

Waarschijnlijk werden de meeste bronstijddepots ter bescherming tegen roof begraven. Rituele depots, in het bijzonder als offer, kwamen echter ook veel voor. Bij elke depotvondst is te overwegen of profane of sacrale redenen waarschijnlijker zijn. De beweegredenen zijn beter te beoordelen als de vondst compleet is en de directe omgeving ook archeologisch onderzocht is. Het is belangrijk iedere vondst te vergelijken met bekende grafgiften en depots uit de betreffende periode.

### Schatten
Eigenlijk is ieder groter metaaldepot een schat vanwege de metaalwaarde. In het bijzonder gaat het hier echter om zaken, die begraven werden om ze tegen roof te beschermen. Dit was tijdelijk bedoeld, om ze later weer op te graven en weer in omloop te brengen. Door een toeval, zoals de dood van de degene die het begroef, raakten deze depots in vergetelheid. De meeste muntschatten uit de ijzertijd, middeleeuwen en moderne tijd zijn als zodanig te beoordelen.

### Grondstofdepots
Depots in nederzettingen die hoofdzakelijk uit schrootmetaal bestaan worden gezien als een soort hergebruiksopslag van metaalbewerkers. De materialen, meest brons en in de middeleeuwen zilver, werden vanwege hun materiaalwaarde en herbruikbaarheid opgeslagen, om later weer omgesmolten te worden. Om de verwerkbaarheid te vergroten werden grotere objecten in stukken gedeeld. Bewaring ondergronds was mogelijk om corrosie te verminderen.
Ook om rituele redenen werden objecten soms gebroken, dwz. onbruikbaar gemaakt. Deze offers werden echter zelden in nederzettingen begraven.

### Rituele depots

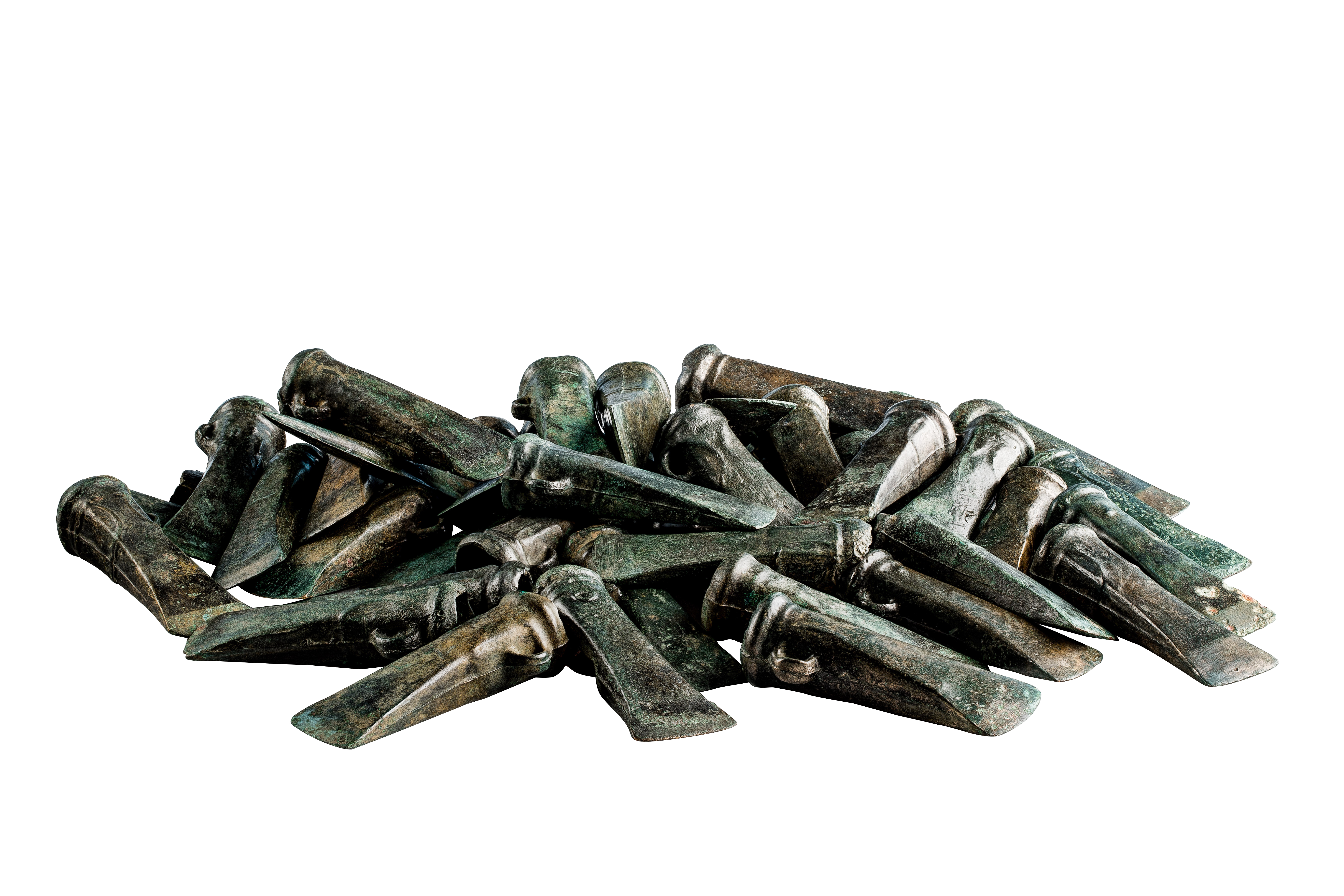
Het bronsdepot van Heppeneert, 47 kokerbijlen en een lanspunt, ca. 800 v.Chr., collectie Erfgoedfonds van de Koning Boudewijnstichting, Gallo-Romeins Museum

Religieus gemotiveerde plaatsingen zijn waarschijnlijk als de vindplaats een heropname door de plaatser bemoeilijkt, bijvoorbeeld bij barnsteen dat in een moeras geplaatst werd. Ook de zorgvuldige begraving van in een patroon gerangschikte bijlen tijdens de trechterbekercultuur zal een rituele betekenis hebben. Als bij een vergelijking van meerdere depots uit dezelfde periode een bepaalde regelmatigheid aangetoond kan worden is een rituele achtergrond waarschijnlijk. Depots van de trechterbekercultuur bevatten onbewerkte grondstoffen, halffabricaten of afgewerkte producten van barnsteen of keramiek zowel als stenen werktuigen die soms door hun te kleine of te grote maat duidelijk niet voor praktisch gebruik bedoeld waren.
Karakteristiek zijn ook de garnituurdepots van de Lausitzcultuur die vaak uit een set vrouwensieraden bestaan en zich in hun samenstelling duidelijk in regionaal verschillende klederdracht-groepen onderscheiden. De reden voor zulke garnituurdepots kunnen bepaalde overgangsrituelen geweest zijn, bijvoorbeeld de door een huwelijk bepaalde verandering van klederdracht.
Anderzijds kunnen ook juist de eenmaligheden, zoals de materiaalwaarde of symbolische plaatsing van de objecten, op een rituele plaatsing duiden. Een bekend voorbeeld is hier de Hemelschijf van Nebra. Ook de plaatsing van het depot op een markante locatie kan in de richting van een rituaal wijzen.
Religieuze achtergronden kunnen veelvoudig geweest zijn, duidingen hieromtrent blijven echter meestal speculatief. Vaak worden ze als offergave aan een hogere macht verklaard, waarbij naar de vindplaats soms zeer algemene duidingen gemaakt kunnen worden. Bij plaatsing in meren of venen kan het om giften aan watergoden handelen, bij begraving om aardgoden.
De achtergrond hoeft niet noodzakelijk religieus geweest te zijn, maar kan ook in de sociale, meer precies prestigegerichte sfeer gelegen hebben. Vergelijkbaar met de Noord-Amerikaanse potlatch kunnen deponeringen het aanzien van de offerende verhoogd hebben, dat wil zeggen hoe hoger de waarde hoe meer erkenning in de gemeenschap.
Een andere reden voor een cultische verwijdering kan de religieuze taboeïsering van de betreffende objecten geweest zijn, die verwijdering uit het dagelijks contact noodzakelijk maakte, bijvoorbeeld bij een ritueel object dat maar eenmaal gebruikt mocht worden.

## Voorkomen

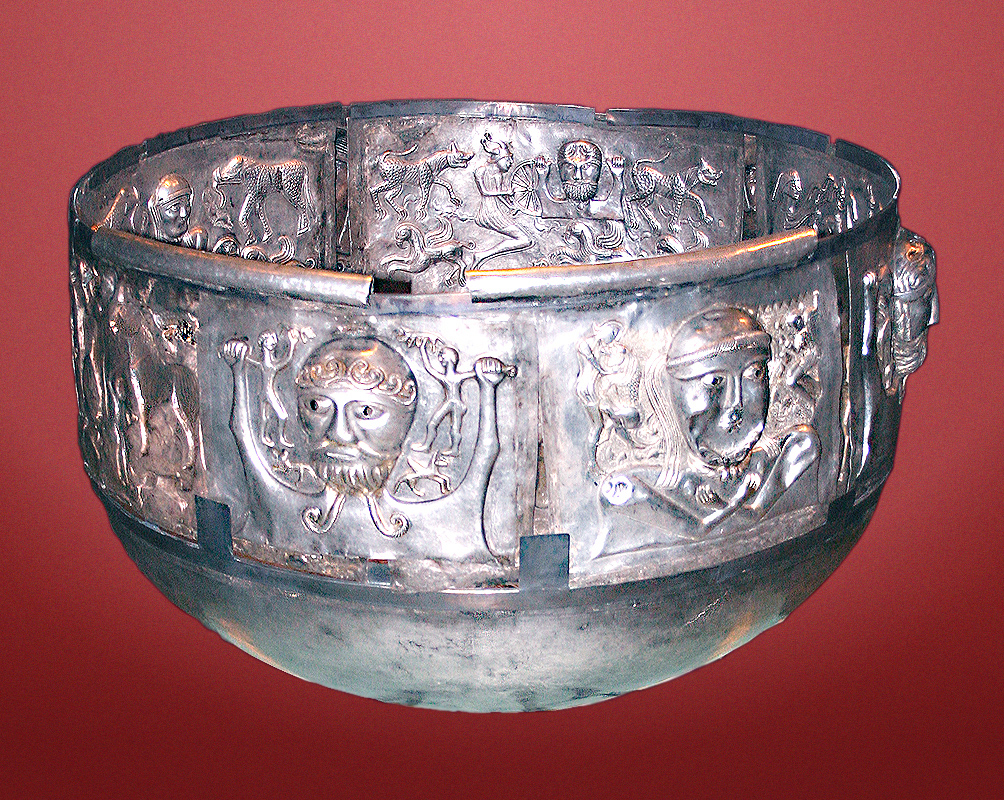
De Ketel van Gundestrup was, gedemonteerd, in een droog gedeelte van het Raevemose-veen gedeponeerd

Depots zijn hoofdzakelijk bekend als bodemvondsten, daarnaast ook uit moerassen, waterlichamen en holen. Soms, bijvoorbeeld tijdens de latere Bronstijd in Europa bevinden ze zich in nederzettingen. Gedurende de Steentijd liggen ze echter altijd afzijds van de nederzettingen, wat ook in latere perioden meest het geval is. Vaak bevinden ze zich nabij opvallende natuurlijke kentekens, zoals rotsen, bronnen of meren, of hoogten in het landschap. Hierdoor worden depotvondsten slechts zelden bij geplande opgravingen gedaan, maar meestal bij bodembewerkingen voor landbouw of bouwvoorbereidingen, welke dan in het beste geval tot reddingsonderzoek leiden.
Depotvondsten zijn uit verschillende perioden en culturen bekend. Met name van de vroege trechterbekercultuur zijn veel depots bekend, en het gebruik bereikt een hoogtepunt tijdens de late Bronstijd. Hierbij dient men te bedenken dat een groot aantal depots uit de Steentijd mogelijk nooit als zodanig herkend werden omdat de vondsten opgeploegd en als strooivondsten geduid werden.

### Moerasvondsten
Uit het Neolithicum zijn bijlen uit wit vuursteen bekend, die met hun lengte tot 30cm en hun hoge gewicht niet als werktuig gediend kunnen hebben. Ze zijn zeer zorgvuldig bewerkt en werden afzonderlijk of in paren van twee in het moeras geplaatst.
Antieke bronnen beschrijven de speciale verhouding van de mensen in Noord-Europa met moerassen. Uit Sleeswijk-Holstein en Denemarken zijn plaatsen bekend waar in de late IJzertijd tot vroege Middeleeuwen gedurende een langere periode honderden wapens, werktuigen, sieraden en alledaagse voorwerpen geplaatst werden. Ook resten van menselijke en dierlijke skeletten werden gevonden.
Torques uit de Noordse IJzertijd (vanaf 700 v.Chr.) werden uit cultische redenen in het moeras geplaatst. Vermoedelijk van de Kelten overgenomen, spelen ze een belangrijke rol bij de Germanen. Meest worden ze met meerdere exemplaren tegelijk op een plaats veraf van de nederzetting gevonden. Niets wijst op een markering die een later opgraven mogelijk zou maken, en de chemische inwerking van het moeras zou een later gebruik ook verhinderen.
De meeste moerasvondsten zijn enkelvondsten met verschillende achtergronden. Hoewel ze door hun eenmaligheid archeologisch minder goed in te delen zijn, kregen ze door hun zeldzaamheid en vaak bijzondere karakter vaak veel aandacht. Een voorbeeld hiervan is de in een moeras bij Aurich gevonden houten ploeg uit de Bronstijd, tegenwoordig in het Niedersächsisches Landesmuseum Hannover. Door zijn goede conservering levert het aanwijzingen over de wijze van bodembewerking. De ooit in een ven gelegde ploeg toont dat de aarde opengebroken en losgemaakt werd, maar niet gekeerd.
De Gouden schijf van Moordorf getuigt van de verreikende contacten gedurende de vroege Bronstijd. Deze vorm van sieraad, welke wijd over Europa verspreid gevonden word, stamt oorspronkelijk uit Ierland. Het kwalitatief hoogwaardige, rijk versierde pronkstuk zou als offergift in het veen beland zijn. Ook kleding zoals de Pronkmantel uit het Vehnemoor werden in het veen gelegd en geven informatie over de toenmalige kleding en weeftechnieken.

#### Vaatwerk
In de jaren 1940 kwamen in Denemarken bij het turfsteken talrijke aardewerken vaten tevoorschijn van de noordelijke trechterbekercultuur. Carl Johan Becker publiceerde in 1948 een eerste overzicht van deze vondsten, waarin hij meer dan 150 vindplaatsen beschreef. Zowel afzonderlijk of gemeenschappelijk geplaatst vaatwerk werd gevonden. De inhoud kon niet meer nagewezen worden maar bestond waarschijnlijk uit voedsel of dranken. De vaten werden op land of in het water, maar in ieder geval bij de oever van meren of vennen geplaatst. Vaak werden nabij resten van vlechtwerk, palen, stokken of zelfs kleine steenzettingen gevonden. Botten, meest gespleten om het merg eruit te halen, werden als maaltijdresten geduid. Sindsdien zijn rond 700 vaten van meer dan 250 vondstcomplexen bekend, verdeeld over zo'n 100 vindplaatsen.

#### Wapenoffers
Wapendepots in moerassen komen in de Noord-Europese archeologie over een lange periode voor. Ze kunnen verdeeld worden in kleinschalige plaatsingen met een meer persoonlijk karakter vanaf het 10e millennium v.Chr. tot de 6e eeuw v.Chr. tot grootschalige depots van legeruitrustingen in de 4e en 5e eeuw v.Chr.
Volgens de huidige stand van onderzoek kan men in Denemarken, Sleeswijk-Holstein en Zuid-Zweden rond 50 van deze rituele plaatsingen onderscheiden, die meest tussen de late 1e en 5e eeuw n.Chr. plaatsvonden. Tot in de late 4e eeuw n.Chr. werden complete ritueel vernietigde legeruitrustingen geofferd. Daarna is uit te gaan van een pars pro toto-offering, dwz. slechts een deel van de buit werd gedeponeerd. De plaats van de slagvelden blijft echter onbekend, en ook werd slechts de buitgenomen uitrusting maar niet de overwonnenen geofferd, wat niet overeenkomt met wat antieke bronnen over de Germanen vermelden.
De grondigste analyse in deze werd aan de hand van de vindplaats Illerup Ådal nabij Skanderborg verricht. Vergelijkingen met grafgiften in Zuid-Scandinavië en de analyse van hout en gewei dat voor de artefacten gebruikt werd duiden aan dat deze rond 200 n.Chr. in Noorwegen/West-Zweden gemaakt werden.
Hier zijn verschillende verklaringen voor gegeven. Mogelijk waren ze afkomstig van een leger uit Zuid-Scandinavië dat Jutland binnenviel. Anderzijds kunnen het interne Deense uiteenzettingen geweest zijn waarbij ook Scandinavische groepen deelnamen. Ook kunnen Deense legers een strijd in Zuid-Scandinavië gewonnen hebben en de wapens van de overwonnenen naar huis gebracht hebben, als in een Romeinse triomftocht. Het lijkt echter onwaarschijnlijk dat een Deens leger ten minste 15.000 objecten (oorspronkelijk waarschijnlijk het drievoudige) naar huis versleept zou hebben om ze daar te offeren.
De vondsten van Illerup maken gevolgtrekkingen mogelijk over de opbouw van de strijdkrachten. Op basis van het schildbeslag uit ijzer, brons of edelmetaal en ook andere aanwijzingen kan men een driedelige hiërarchie onderscheiden. Dit komt overeen met wat antieke bronnen over de Germanen schrijven. Ongetwijfeld behoorden de aanvoerders van Illerup tot de sociale bovenlaag. Bij onderzoekingen in Noorwegen konden corresponderende hoofdman-hofsteden door de concentratie van hoogwaardige artefacten archeologisch aangetoond worden.
Sociaal-historisch onderzoek aan runenstenen toonden dat de exemplaren uit de vroege 3e eeuw verwezen naar deze legerleiders dan wel de middelste legerrangen.

## Wetenschappelijke betekenis
Depotvondsten zijn van bijzondere archeologische waarde, omdat het meestal om gesloten vondsten gaat die als basis voor een relatieve chronologie van verschillende objecten kunnen dienen. Eveneens geven zij inzicht over gebruiken, kleding, technieken en sociale structuren. Daarnaast kunnen zij ook verderreikende historische interpretaties mogelijk maken. Zo kan de toename van depots in bepaalde periodes wijzen op de toename van politieke onzekerheid, zoals bij het begin van de urnenveldenperiode waar een gelijktijdige toename van verdedigingswerken op sociale omwentelingen wijzen.